# Китчен, Майкл
Майкл Ки́тчен (англ. Michael Kitchen; род. 31 октября 1948 года, Лестер, Англия) — британский театральный и телевизионный актёр, продюсер, наиболее известный по роли Кристофера Фойла в детективном телесериале «Война Фойла».

## Биография
Китчен родился в Лестере. После школы подрабатывал в Национальном молодёжном театре и Театре Белграда, расположенном в Ковентри, а затем поступил в Королевскую академию драматического искусства.

### Карьера актёра
С 1970-х годов он снимался как приглашённый актёр в различных британских сериалах: в том числе на телеканалах BBC — «Театр сегодня» (англ. Play for Today), «Читать между строк» (англ. Between the Lines), «Дэлзил и Пэскоу» (англ. Dalziel and Pascoe), «7 дней и ночей с Мэрилин» (англ. My Week with Marilyn); на телеканалах ITV — «Оливер Твист» (англ. Oliver Twist), «Триллер» (англ. Thriller), «Бестии» (англ. Beasts), «Воспитатель» (англ. Minder), «Законник» (англ. Chancer), «Инспектор Морс» (англ. Detective Chief Inspector Endeavour Morse), «Детектив Джек Фрост» (англ. A Touch of Frost), «Всегда и для каждого» (англ. Always and Everyone).
В телевизионной драме «Сера и елей» (1976, англ. Brimstone and Treacle) он исполнил роль Мартина. В 1980 году сыграл Питера в телефильме «Поймать в поезде» по одноимённой пьесе Стивена Полякова. В 1982—1983 годах участвовал в постановках BBC, экранизирующих шекспировские пьесы «Король Лир» (в роли Эдмунда) и «Комедия ошибок» (в роли Антифола).
Среди его других характерных актёрских работ — Рохус Миш в телефильме «Бункер»; Беркли Коул в фильме «Из Африки»; король Англии в сериале «Играть короля» (BBC, 1993); капитан Уильям Таунсенд в мини-сериале The Hanging Gale (BBC, 1995); Билл Таннер в фильмах «бондианы» «Золотой глаз» и «И целого мира мало»; Йэн Хэйвери в «Доказательстве жизни».
С 2002 года Майкл Китчен выступает продюсером и исполнителем главной роли в детективном телесериале «Война Фойла».

### Личная жизнь
Майкл Китчен женат на Ровене Миллер, вместе имеют двух сыновей.

## Избранная фильмография
- 1981 — Бункер
- 1985 — Из Африки
- 1990 — Превратности судьбы (иначе: Пасынки удачи/Глупцы судьбы)
- 1990 — Русский дом (иначе: Русский отдел)
- 1991 — Колдовской апрель
- 1994 — Фатерлянд
- 1995 — Золотой глаз
- 1995 — Похищенный
- 1999 — И целого мира мало
- 2000 — Доказательство жизни
- 2000 — Лорна Дун